# Лактон
Лактоните са циклични естери на хидроксикарбоксилни киселини. В зависимост от киселината те се делят на β-, γ-, δ-, ε-лактони и други.
Като обширен клас химични съединения представители на лактоните намират приложение в редица области, включително, но не само:
- хранително-вкусовата промишленост;
- селското стопанство;
- фармацията;
- козметиката;
- парфюмерията.[2]